# Покхара
По́кхара (на непалски: पोखरा) е вторият най-голям град в Непал и административен център на окръг Каски, зона Гандаки и Западния регион. Разположен е на 200 km западно от столицата Катманду. Въпреки че е разположен в по-малка долина от Катманду, географията му се променя драстично в продължение на няколко километра от север на юг. Надморската му височина варира от 827 m в южната част до 1740 m в северната. Освен това три от десетте най-високи върхове в света – Анапурна, Дхаулагири и Манаслу, са разположени на около 25 – 50 km от долината. Поради близостта си до тези върхове, градът е база за пътешественици, желаещи да ги изкачат.
Това е най-скъпият град в Непал.

## История
Покхара е разположен на важен търговски път между Китай и Индия. През XVII век градът е част от Кралство Каски, което е било едно от 24-те кралства на Непал. На много от хълмовете покрай Покхара все още могат да се намерят руини от този период. През 1786 г. Притхви Шах присъединява ПОкхара към обединеното Непалско кралство. По това време градът вече е важен търговски възел на пътищата от Катманду към Джумла и от Индия към Тибет.
Покхара е бил замислен като търговски център от краля на Каски през средата на XVIII век, когато неварците от Бхактапур емигрират в Покхара, след като краля ги кани и те се заселват близо до основните търговски места в града. По това време по-голямата част от населението на Покхара е съставено от кхаси.
В периода от 1959 г. до 1962 г. приблизително 300 000 бежанци емигрират в Непал от съседен Тибет, след като той бива анексиран от Китай. Според Върховния комисариат на ООН за бежанците, от 1989 г. насам около 2500 тибетци прекосяват непалската граница всяка година, много от които пристигат в Покхара, обикновено като част от пътуването си към бежанските общества в Индия. Днес около 50 000 – 60 000 тибетски изгнаници живеят в Непал, като приблизително 20 000 от тях живеят в някой от консолидираните лагери, 8 от които се намират в Катманду, а 4 в Покхара. През времето тези лагери са прераснали в добре построени селища, всяко с гомпа (будистки манастир), ступа и определена архитектура, а тибетците вече са съществено малцинство в града.
До края на 1960-те години градът е достъпен единствено пеша и е бил считан за по-мистично място от Катманду. Първият автомобилен път до града е построен през 1968 г., след което туризмът в града се развива много бързо. Районът около езеро Пхева се е развил като един от големите туристически центрове на Непал.

## Климат
Климатът в града е влажен субтропичен, но надморската височина държи температурите умерени. Летните температури варират между 25 и 33 °C, а зимните – между 2 и 15 °C. Количеството валежи е голямо. В долината няма снеговалежи, но заобикалящите я хълмове понякога се заснежават през зимата. Дъждовният сезон продължава от юли до септември. През пролетта и есента обикновено е ясно и слънчево. Най-високата измерена температура тук е 38,5 °C през май 2013 г., а най-ниската е 0,5 °C през януари 2012 г.
| Климатични данни за Покхара                                                                                                 | Климатични данни за Покхара | Климатични данни за Покхара | Климатични данни за Покхара | Климатични данни за Покхара | Климатични данни за Покхара | Климатични данни за Покхара | Климатични данни за Покхара | Климатични данни за Покхара | Климатични данни за Покхара | Климатични данни за Покхара | Климатични данни за Покхара | Климатични данни за Покхара | Климатични данни за Покхара |
| Месеци | яну.                        | фев.                        | март                        | апр.                        | май                         | юни                         | юли                         | авг.                        | сеп.                        | окт.                        | ное.                        | дек.                        | Годишно                     |
| Средни максимални температури (°C)                                                                                          | 19,7                        | 22,2                        | 26,7                        | 29,8                        | 30,1                        | 30,6                        | 30,0                        | 30,2                        | 29,3                        | 27,5                        | 24,1                        | 20,7                        | 26,7                        |
| Средни минимални температури (°C)                                                                                           | 7,1                         | 9,2                         | 12,8                        | 15,7                        | 18,4                        | 20,9                        | 22,0                        | 22,0                        | 20,8                        | 16,7                        | 11,9                        | 8                           | 15,5                        |
| Средни месечни валежи (mm)                                                                                                  | 23                          | 35                          | 60                          | 128                         | 359                         | 669                         | 940                         | 866                         | 641                         | 140                         | 18                          | 22                          | 3901                        |
| --- | --------------------------- | --------------------------- | --------------------------- | --------------------------- | --------------------------- | --------------------------- | --------------------------- | --------------------------- | --------------------------- | --------------------------- | --------------------------- | --------------------------- | --------------------------- |
| Източник: Ministry of Environment, Science and Technology – Department of Hydrology and Meteorology, Babarmahal, Kathmandu. |                             |                             |                             |                             |                             |                             |                             |                             |                             |                             |                             |                             |                             |

## Икономика
След окупацията на Тибет от Китай през 1950 г. и Китайско-индийската война през 1962 г. старият търговски път към Индия и Тибет през Покхара престава да съществува. В днешно време пристигат каравани единствено от Мустанг.
Въпреки това, през последните години Покхара се е превърнал в популярна туристическа дестинация, особено сред приключенския туризъм и алпинистите. Считан е за туристическата столица на Непал. Оттук, голям принос в местната икономика имат туризмът и хотелиерството. Градът разполага с 305 хотела, от които два са петзвездни. Има различни музеи.
От 1990-те години насам Покхара претърпява бърза урбанизация. В резултат, секторът на услугите има все по-голям принос към местната икономика, задминавайки традиционното селско стопанство. Ефектът на урбанизацията, обаче, се отразява и в по-високи цени на недвижимите имоти, които са сред най-скъпите в страната.

## Транспорт
Покхара разполага с частен обществен транспорт, обслужващ както града, така и близките села. Той е представен от автобуси, микробуси и таксита. Градът е свързан с пътна мрежа до останалите части на страната.
Въздушният транспорт е представен от летище Покхара, което обслужва редовни полети до Катманду и Мустанг. Обслужва и няколко международни линии. Ново международно летище е в процес на изграждане югоизточно от града.